# A Successful Failure (film 1934)
A Successful Failure è un film del 1934 diretto da Arthur Lubin. La sceneggiatura si basa su Your Uncle William, racconto di Michael Kane pubblicato su The Saturday Evening Post.

## Produzione
Le riprese del film, prodotto dalla Monogram Pictures, durarono dal 20 al 28 luglio 1934.

## Distribuzione
Il copyright del film, richiesto dalla Monogram Pictures Corp., fu registrato il 9 ottobre 1934 con il numero LP5060.
Distribuito nel 1934 dalla Monogram Pictures e nel 1935 dalla Pathé Pictures Ltd., il film uscì nelle sale statunitensi il 15 ottobre 1934. Fu distribuito anche nel Regno Unito, presentato a Londra il 9 gennaio 1935.